# زنبق أرمني
الزنبق الأرمني (الاسم العلمي: Lilium armenum) نوع نباتي ينتمي إلى جنس الزنبق من الفصيلة الزنبقية. موطنه تركيا وارمينيا.